# 기 동루공
기 동루공(杞 東樓公, ? ~ ?)은 기나라(杞國)의 초대 군주이다. 사마천의 사기(史記)에는 우(禹)의 후손이며, 주 무왕(周武王)이 은나라를 멸망시면서, 제후로 임명되었다고 한다. 언제 사망했는지 기록이 없지만, 아들 기 서루공(杞西樓公)이 왕위를 이어받았다고 하였다.
| 전 임 (초대) | 제1대 기나라의 군주 ? ~ ? | 후 임 아들 기 서루공 |